# Calopogonium racemosum
Calopogonium racemosum är en ärtväxtart som beskrevs av Marc Micheli. Calopogonium racemosum ingår i släktet Calopogonium och familjen ärtväxter. Inga underarter finns listade i Catalogue of Life.